# Akúlovo
Akúlovo (en rus: Акулово) és un poble de l'óblast de Vladímir, a Rússia, segons el cens del 2010 tenia 30 habitants. Pertany al districte de Kirjatx.